# Royston Langdon
Royston Langdon (* 1. Mai 1972 in Leeds, England) ist ein Musiker in der Band Spacehog, in der er der Frontsänger ist und Bass spielt. Er war bis Mai 2008 mit der Schauspielerin Liv Tyler verheiratet.

## Karriere
Bereits als kleiner Junge war er sehr musikinteressiert und war mit sieben Jahren bereits gemeinsam mit seinem Bruder Anthony Mitglied in einem Chor. Im Jahre 1994 gründete er mit Anthony die Band Spacehog. Kurze Zeit später bekam die Band in New York ihren ersten Plattenvertrag.
Im Jahre 1995 kam das erste, 1998 das zweite Album heraus. Spacehog ging mit bekannten Bands wie Oasis auf Tour, doch im Jahr 2002, nach 3 Alben, trennte sich die Band. Langdon gründete daraufhin eine neue Band, welche jedoch bereits 2006 wieder auseinanderbrach. Von 2005 bis 2008 spielte er in der Rock-Band Arckid, bevor sich Spacehog 2008 wiedervereinigte.

## Familie
Im Februar 1998 lernte Langdon Liv Tyler kennen, die er am 25. März 2003 heiratete. Im Dezember 2004 wurde ihr gemeinsamer Sohn geboren. Am 8. Mai 2008 gab das Paar seine Trennung bekannt.
| Personendaten    | Personendaten      |
| ---------------- | ------------------ |
| NAME             | Langdon, Royston   |
| KURZBESCHREIBUNG | britischer Musiker |
| GEBURTSDATUM     | 1. Mai 1972        |
| GEBURTSORT       | Leeds, England     |